# الحثيرة
قرية الحثيرة، إحدى قرى منطقة جازان وهي قرية سكنية تابعة لمركز المُوسَّم التابع لمحافظة الطوال جنوب غرب السعودية، تبعد أكثر من 50 كم باتجاه الجنوب من مدينة صامطة.

## الموقع
تعد قرية الحثيرة من القرى الحدودية وتقع جنوب المملكة قرب الحدود اليمنية السعودية تبعد أقل من نصف كيلومتر حيث تحدها الحدود اليمنية من الجهة الشرقية والجنوبية الشرقية، كما تبعد حوالي 95 كيلومترا بالاتجاه الجنوبي الشرقي من مدينة جازان، وهي تقع عند خط طول 42 درجة وخط العرض 16 درجة، كما وتبعد حوالي 13 كيلو متر أيضاً عن مركزها قرية المواسم التي تقع غرب القرية.

## انظر ايضاً
- الرمضة
- العبدلية
- حمد

## وصلات خارجية
- بيانات المجلس البلدي من الأمانة العامة لشؤون المجالس البلدية.
- حصر الخدمات بالمدن والقرى بمنطقة جازان.
- دليل الخدمات بمنطقة جازان.
- مصلحة الإحصاءات العامة والمعلومات.